# Acacimenus makranus
Acacimenus makranus är en insektsart som beskrevs av Dlabola 1979. Acacimenus makranus ingår i släktet Acacimenus och familjen dvärgstritar. Inga underarter finns listade i Catalogue of Life.